# リーフデ号
リーフデ号（リーフデごう、蘭: De Liefde）は、慶長5年3月16日（1600年4月19日）に、豊後国（現大分県）に漂着したオランダ共和国の商船。300トン。日本に到着した初めてのオランダ船である。船長はクワッケルナック。漂着地は臼杵湾の黒島とされるが、佐伯湾の大入島とする説もある。

## 概要
リーフデ号はアジアへの航海を目的としたオランダ・ロッテルダムの船団「ハーゲン船団」を構成する一隻である。船名の「Liefde」はオランダ語で「愛」を意味する単語。元々はルネサンス期の人文主義者として知られるエラスムスの名を冠した「Erasmus（エラスムス号）」という船名であった。しかし、日本来航時にリーフデ号に名称を変更した。（#エラスムス号からリーフデ号への船名の変更を参照）
日本到達の2年前、1598年6月24日にネーデルラント連邦共和国の母港ロッテルダムから出航した。出航時の乗組員は110人ほどいた。初めはヤックス・マフを司令官とする5隻の船団であったが、マゼラン海峡通過後の太平洋で、悪天候などにより離散した。太平洋に入りチリ南部沖で旗艦のホープ号と合流して日本を目指すも、航海中にホープ号は沈没、再び単独での航海となった。
1600年4月、日本の陸影を発見して佐伯湾に入り豊後国に漂着したとき、生存者は24名で歩くことができるものは5、6名しかいない状況だった。翌年中までに更に7人が死亡し、最終的な生存者は14人となった。この漂着事件のことをリーフデ号事件ともいう。
生存者は船長のヤコブ・クワッケルナックのほか、のちに江戸幕府の外交顧問になったヤン・ヨーステンやウィリアム・アダムス（三浦按針）、堺で貿易商となったメルヒオール・ファン・サントフォールトらがいた。アダムスは日本に初めて来たイギリス人（厳密にはイングランド人）であった。
漂着から5、6日後、臼杵に曳航され、長崎奉行が船員と積荷を差し押さえたが、このとき船員2人が反逆して船内の商品の一部を売り払ったという。
漂着から9日後には徳川家康から出頭命令が出されたが、船長は衰弱しており、ウィリアム・アダムスとヤン・ヨーステンの二人が大阪に逗留する家康と会見した。イエズス会は乗組員を海賊であると非難したが、家康はウィリアム・アダムスらを解放し、乗組員に相当額の補償金を与えた。その背景にはリーフデ号の積荷に大砲や銃など莫大の武器弾薬が含まれていたためとされる。イエズス会の史料にはリーフデ号に乗り組んでいたオランダ人が関ヶ原の戦いに参加したとしているが、これを裏付ける日本側の史料はない。その後の大坂の陣ではヤン・ヨーステンを介して大砲や弾薬が提供された。
1605年（慶長10年）のイエズス会の記録によると、ナウ（ナウ船リーフデ号）の元船員は江戸とその近郊に居住し、日本人女性と結婚したりして自宅と家族を擁していると記している。
ウィリアム・アダムスは1604年末と1605年2月頃に帰国を求めたが、了承されなかったため、元船長のクワッケルナックの出国を要請し認められた。元船長のクワッケルナックは元船員サントフォールトとともに出国することとなり、リーフデ号の生存者で最初の出国者となったが、この出国を支援したのが平戸藩主松浦鎮信である。平戸では1561年（永禄4年）に発生した事件（宮ノ前事件）以来、交易が途絶えていたが、松浦氏は長崎で奉行や商人が貿易で巨利を博しているのをみて再興の機会を窺っていたとされる。1605年12月2日、2人はオランダ商館が設立されていたマレー半島のパタニに辿り着いた。クワッケルナックは商館の仕事を希望していたが、オランダはポルトガルとの決戦に備えてマレー半島南部に注力しており、パタニでの活動は開店休業状態だった。そのためサントフォールトは日本に戻った。クワッケルナックはジョホール方面に移動して艦隊に合流し、翌1606年春には自身の甥で艦隊を率いる司令官マテリーフ・デ・ヨンゲに再会することができたが、10月にマラッカ西方のラシャド岬付近での戦闘で戦死した。結局リーフデ号の乗組員で帰国した者は誰もいなかった。

## エラスムス像

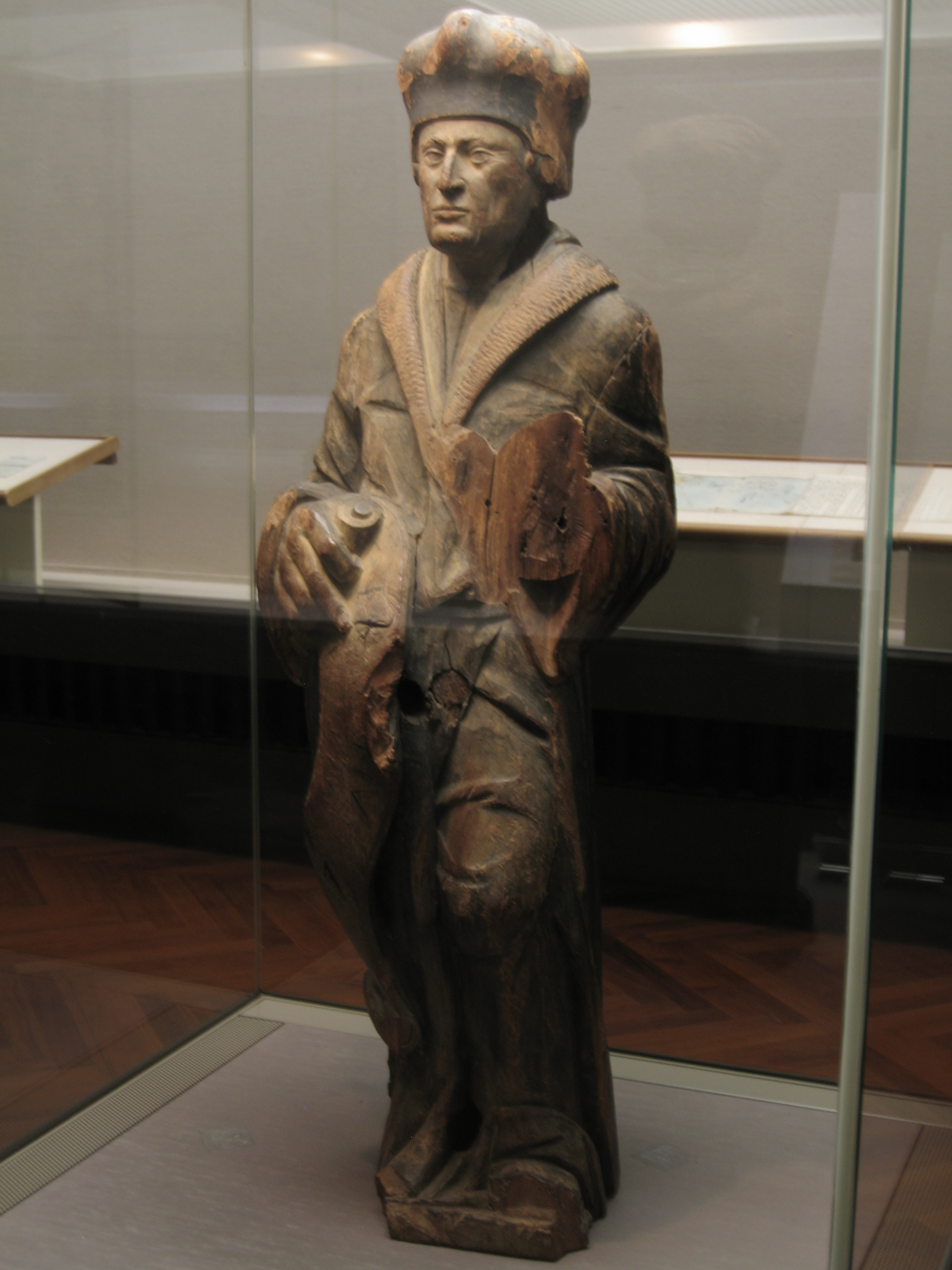
エラスムス立像（重要文化財／龍江院所蔵／東京国立博物館に展示）

リーフデ号そのものは現存しないが、船尾に飾られていたというエラスムスの木像（1598年製作）が現存する。旗本牧野成里の領地であった栃木県佐野市上羽田の龍江院が所蔵している。龍江院ではこの像を船を発明したという古代中国の伝説を持つ貨狄（かてき）の像（別名「貨狄尊者」、「貨狄観音」）として祀った。このエラスムス像は昭和5年（1930年）に国宝となり、昭和25年（1930年）の法改正で重要文化財の指定を受けて東京国立博物館に寄託されており、佐野市郷土博物館の展示品は複製品である。高さ105 cm（3尺4寸5分）、頭にかぶり物をし、右手には巻物を持つ。巻物の第1行には「ER（AS）MVS」、第2行には「R（OT）TE（RDA）M1598」とある。体内には空洞があり、直径は下部で2寸4分（約7.27 cm）、上部で1寸8分（約5.45 cm）。その空洞を通じて背面から前面に通じる孔穴が中央および下端の2箇所にある。
1930年（昭和5年）の調査により、オランダの研究者に鑑定を依頼した丸山瓦全 (がぜん・1874 - 1951年) がオランダのエラスムス像であると発表すると、オランダから譲渡の申し入れを受けるが、国内にとどめることになった。丸山は栃木出身で、オランダ政府との交渉を伝えるその書簡が判読されると、「日蘭交通史」の資料としてどうしても国内にとどめようと主張する心情が確認された。同像は昭和11年（1936年）にオランダへの貸与が決まった。
エラスムス号からリーフデ号への船名の変更
エラスムスはカトリックを痛烈に批判し、ルターに多大な影響を与えプロテスタントが誕生するきっかけを作った人物で、その像を船尾に置いたまま日本へ向かうのは危険と判断され、船尾の像を船倉に隠し、船名もエラスムス号からリーフデ号に変更して日本に来航した。

## 備考

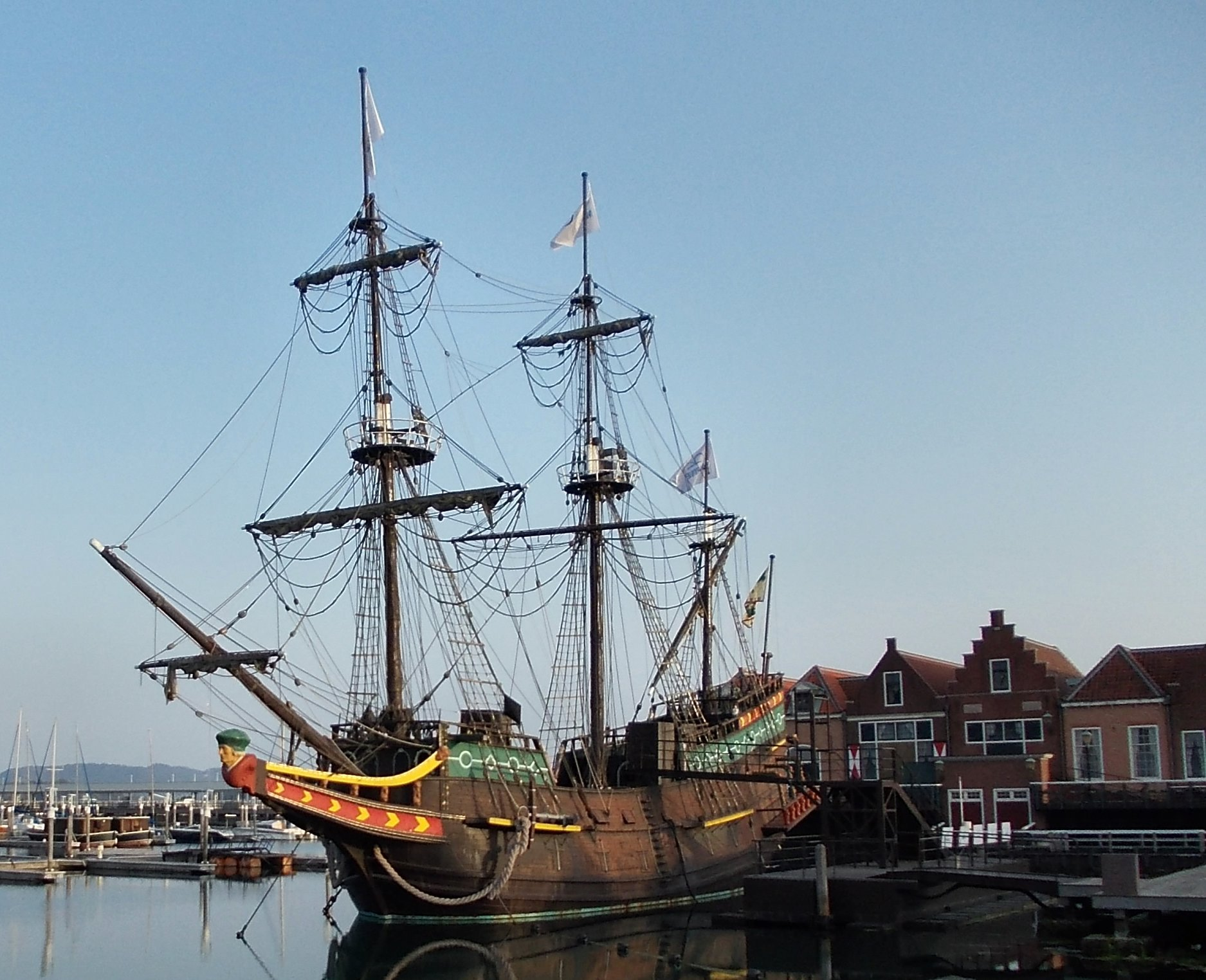
ハウステンボスにて復元展示されているリーフデ号のレプリカ

- 長崎県のテーマパーク「ハウステンボス」はオランダの造船所で復元されたリーフデ号を展示する[14]。
- 東京都千代田区丸の内2丁目所在の丸の内ビルディング南側にある「デ・リーフデ号」像は、昭和55年(1980年)、ドリース・ファン・アフト（英語版）オランダ首相が来日した際に同国政府から寄贈された。
- 1998年、日蘭協会の一分科会として、日本に駐在するオランダ女性と日本女性との親睦を図ることを目的とする会が発足し、リーフデ号に因んで当時のナウハウス駐日オランダ大使夫人によって「デ・リーフデ会」(博愛の意) と命名された[15]。